# Ravageur des cultures
Les ravageurs des cultures, appelés aussi « déprédateurs », sont des organismes animaux qui attaquent les plantes cultivées, ou les récoltes stockées, en causant un préjudice économique au détriment des agriculteurs et donc des populations humaines. Les ravageurs font partie des bioagresseurs, aux côtés des agents phytopathogènes, organismes microscopiques responsables de maladies, et des mauvaises herbes qui concurrencent les plantes cultivées. 
Les ravageurs peuvent provoquer des dégâts directs aux plantes cultivées par leur régime alimentaire (phytophage, xylophage, etc.) ou leur mode de vie parasite, ou indirects lorsqu'ils sont vecteurs de maladies, virales par exemple.
Les ravageurs appartiennent à cinq embranchements : mammifères (principalement rongeurs), oiseaux, nématodes, arthropodes (principalement insectes et acariens) et mollusques.
Les nématodes, vers minuscules non visibles à l'œil nu, qui vivent en parasites des plantes, sont considérés par les auteurs anglo-saxons comme des agents pathogènes, et leurs agressions sont alors classées dans les maladies des plantes.

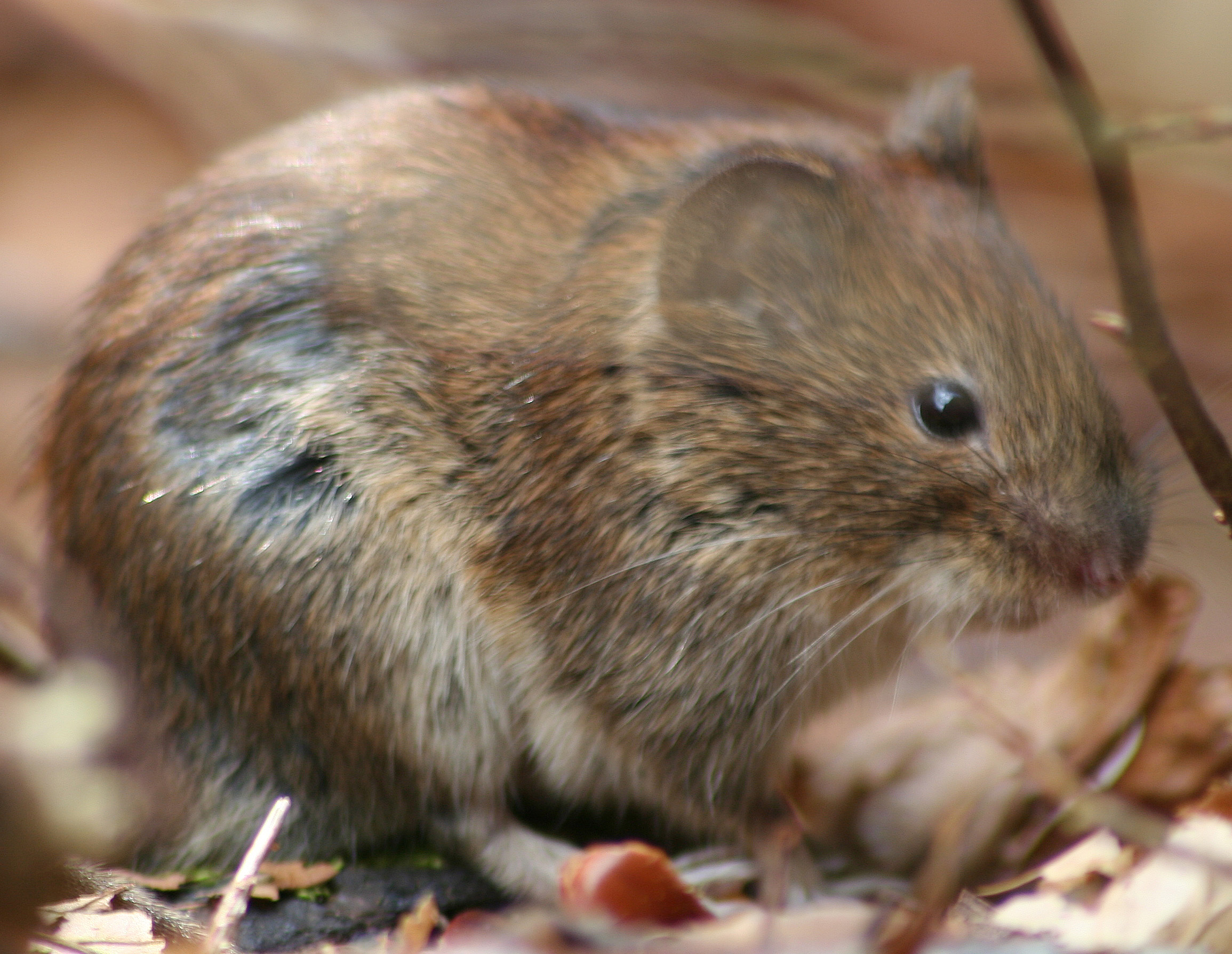
Arvicola amphibius.
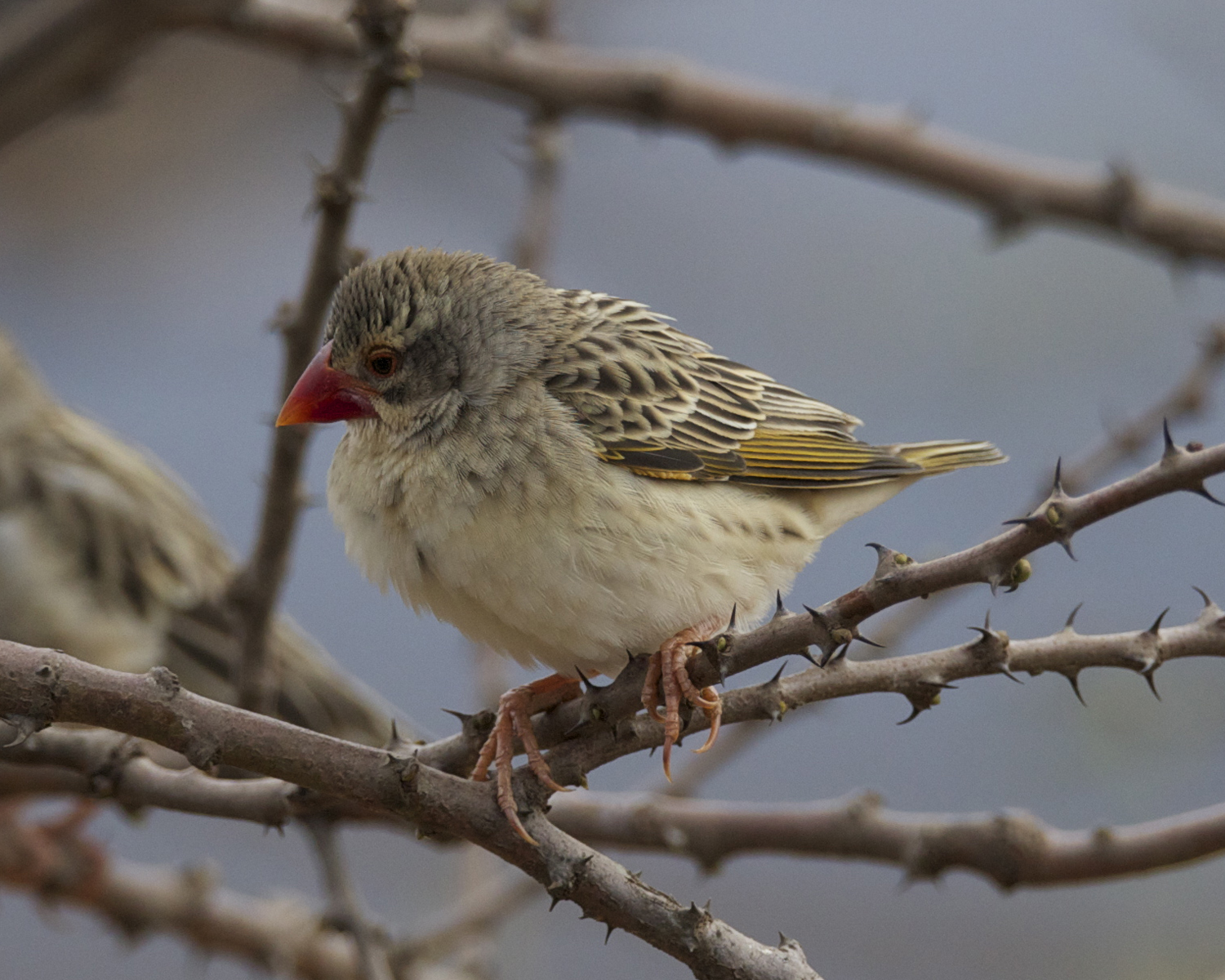
Travailleur à bec rouge.
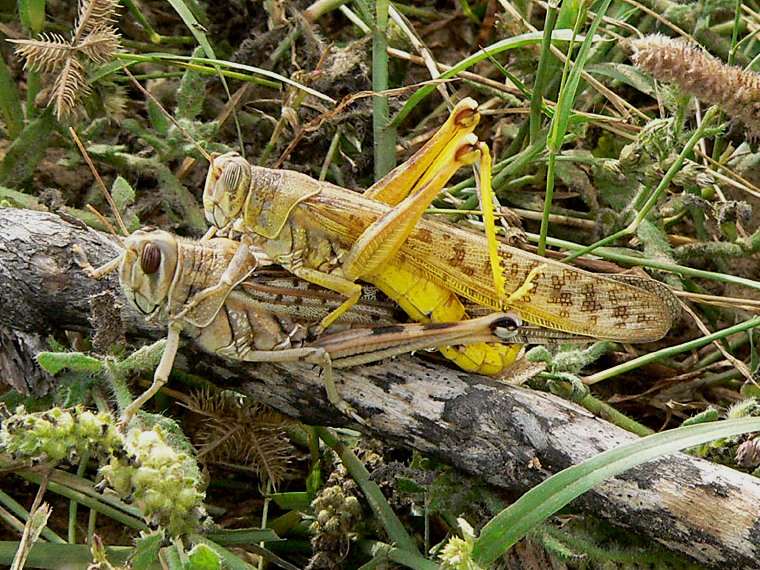
Criquet pèlerin.
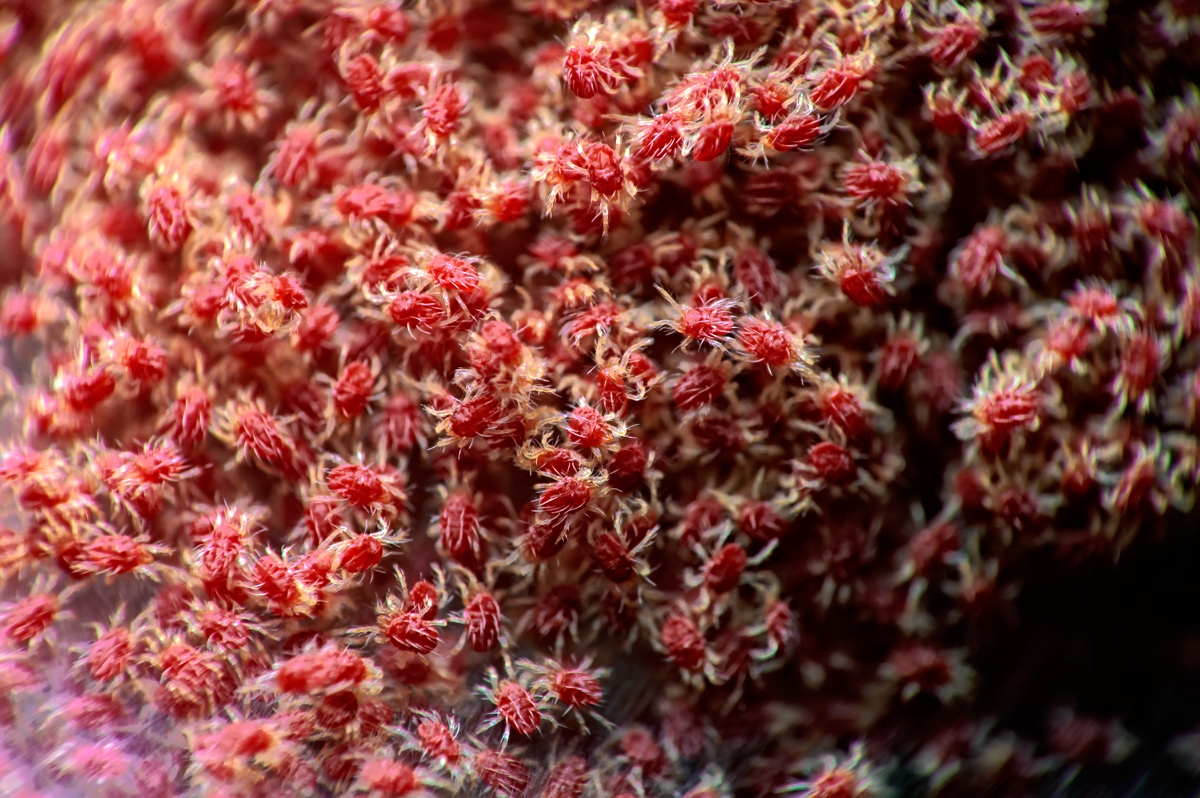
Tetranychus urticae.
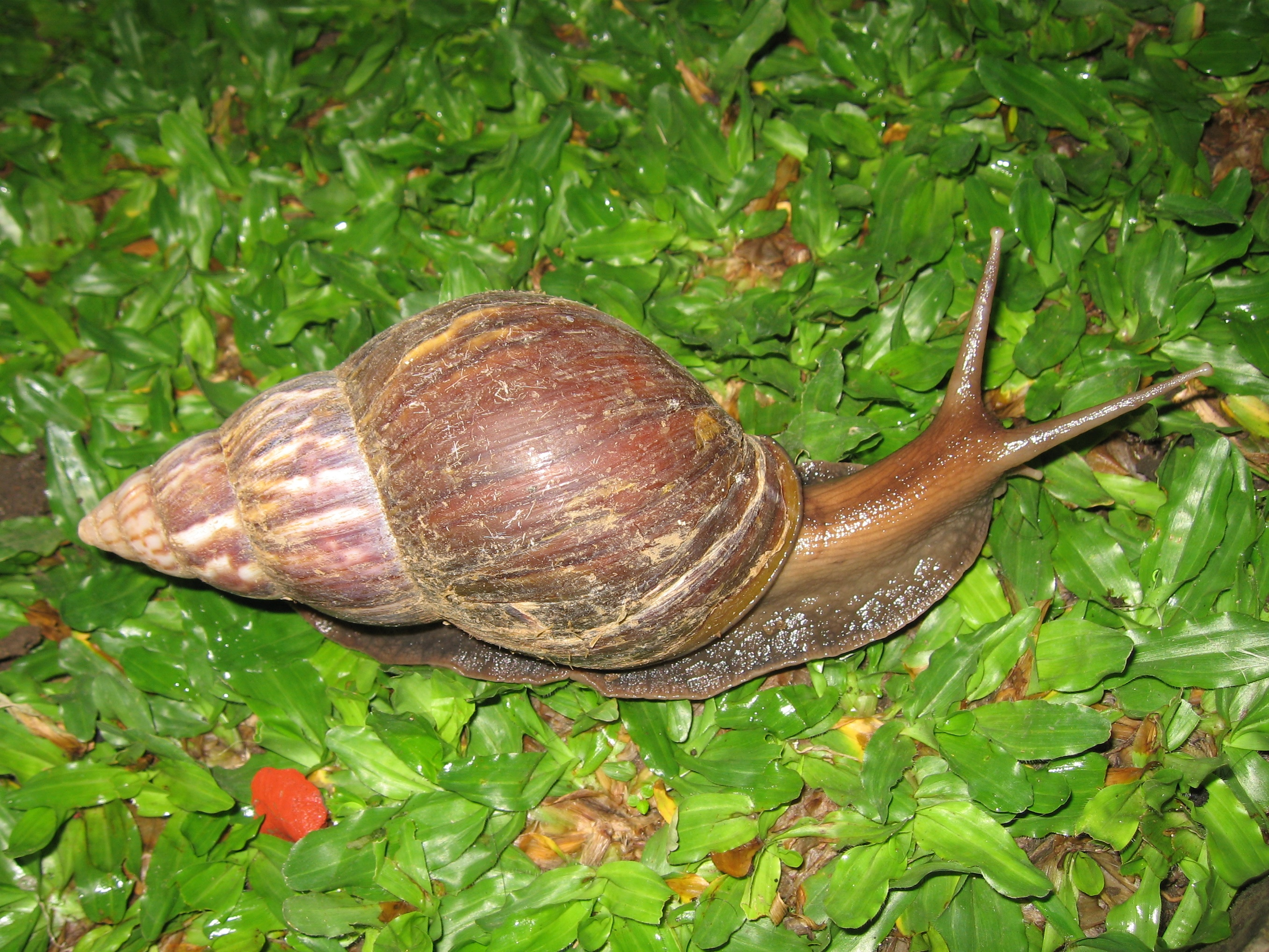
Achatina fulica.
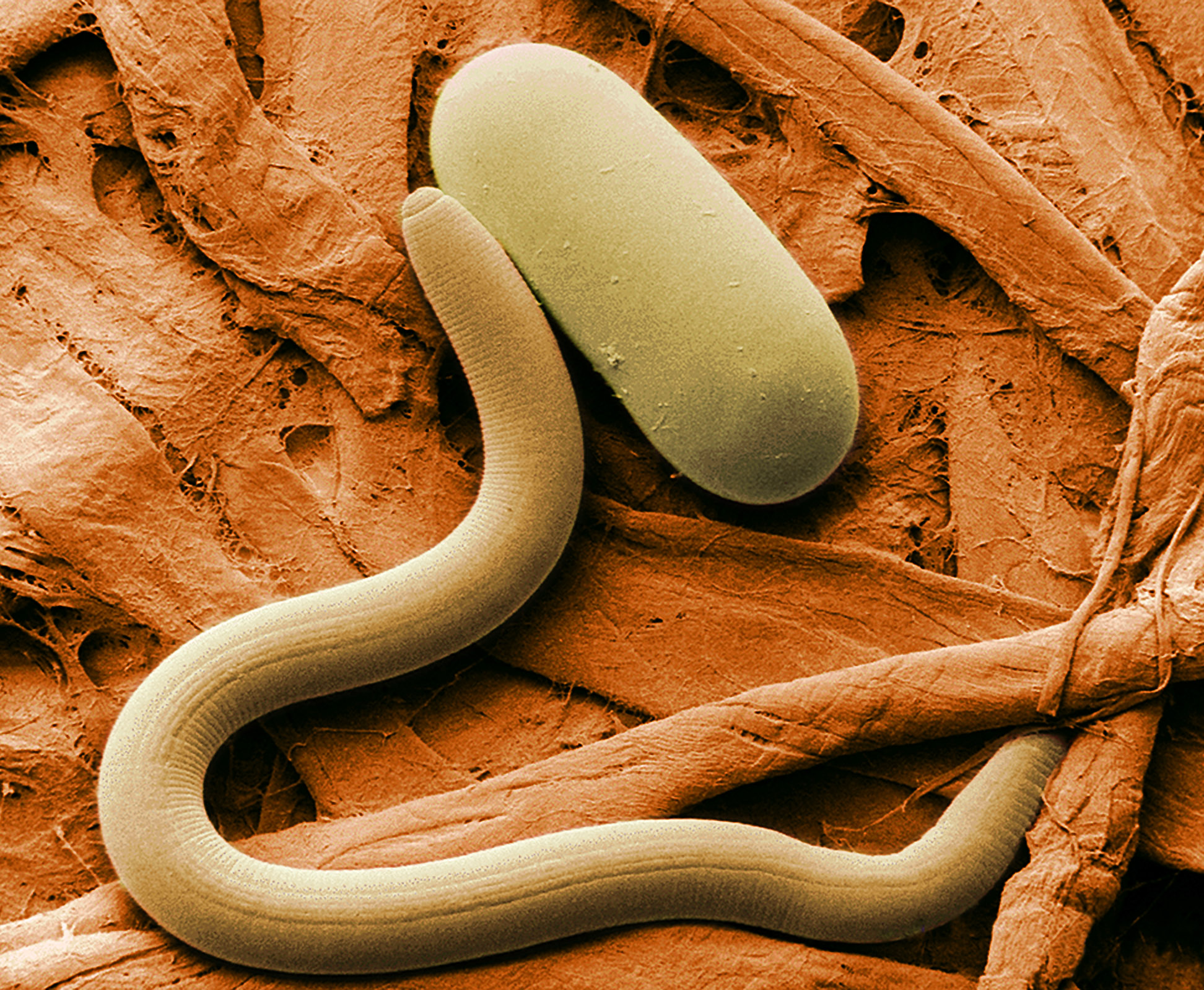
Heterodera glycines.

Les organismes herbivores ou phytophages sont très nombreux dans la nature, mais seules méritent le nom de ravageurs les espèces qui par leur pullulation peuvent causer des dégâts dans les cultures entraînant des pertes économiques significatives. On estime par exemple que sur un total de 500 000 espèces d'insectes qui ont un régime phytophage, 10 000 d'entre elles seulement présentent des risques pour l'agriculture.
Il faut en outre considérer le seuil de nuisibilité, ou seuil économique d’intervention, qui correspond à une densité de population de l'organisme ravageur pour laquelle le coût des dégâts engendrés est supérieur au coût du traitement.